# Saokski
Saokski (russisch Зао́кский) ist eine Siedlung städtischen Typs in der Oblast Tula in Russland mit 7117 Einwohnern (Stand 14. Oktober 2010).

## Geographie
Der Ort liegt etwa 60 km Luftlinie westnordwestlich des Oblastverwaltungszentrums Tula, etwa 10 km vom rechten Ufer der Oka entfernt und der Grenze zu den Oblasten Moskau und Kaluga entfernt.
Saokski ist Verwaltungszentrum des Rajons Saokski sowie Sitz der Stadtgemeinde (gorodskoje posselenije) Rabotschi possjolok Saokski („Arbeitersiedlung Saokski“), zu der außerdem die Dörfer Netschajewskoje Lesnitschestwo (4 km westsüdwestlich), Nikolskoje (nordöstlich anschließend) und Tatarskije Chutora (2 km südöstlich) gehören.

## Geschichte
Die Siedlung geht auf die Dörfer Unki (bekannt seit dem 17. Jahrhundert) und Iwanowka zurück. In den 1860er-Jahren wurde die Eisenbahnstrecke Moskau – Kursk vorbeigeführt und dort die Station Iwanowo eröffnet. 1894 wurde diese nach der nahen, am linken Oka-Ufer gelegenen Kleinstadt Tarussa in Tarusskaja umbenannt.
Um die Station wuchs eine Siedlung, die 1924 Verwaltungssitz des neu geschaffenen Serpuchowski rajon, benannt nach der 20 km nördlich gelegenen Stadt Serpuchow, wurde (der Rajon gehörte zum Gouvernement Tula, während die Stadt Serpuchow noch bis 1929 Sitz eines Ujesds des Gouvernements Moskau war). Nach mehreren territorialen Umgestaltungen und Umbenennungen (am 29. November 1926 in Tarusski rajon, 1929 in Pachomowski rajon) erhielt der Rajon am 20. Januar 1930 seine heutige Bezeichnung Saokski rajon mit Bezug zu Lage „hinter der Oka“ (russisch sa Okoi) aus Sicht der größten Stadt der Gegend Serpuchow.
1935 wurden die Siedlung bei der Bahnstation Tarusskaja und das Dorf Iwanowka vereinigt und erhielten den gleichen Namen wie der Rajon. Seit 9. September 1970 besitzt der Ort den Status einer Siedlung städtischen Typs.

### Bevölkerungsentwicklung
| Jahr | Einwohner |
| ---- | --------- |
| 1939 | 583       |
| 1959 | 2678      |
| 1970 | 4264      |
| 1979 | 5701      |
| 1989 | 6516      |
| 2002 | 6668      |
| 2010 | 7117      |

Anmerkung: Volkszählungsdaten

## Verkehr

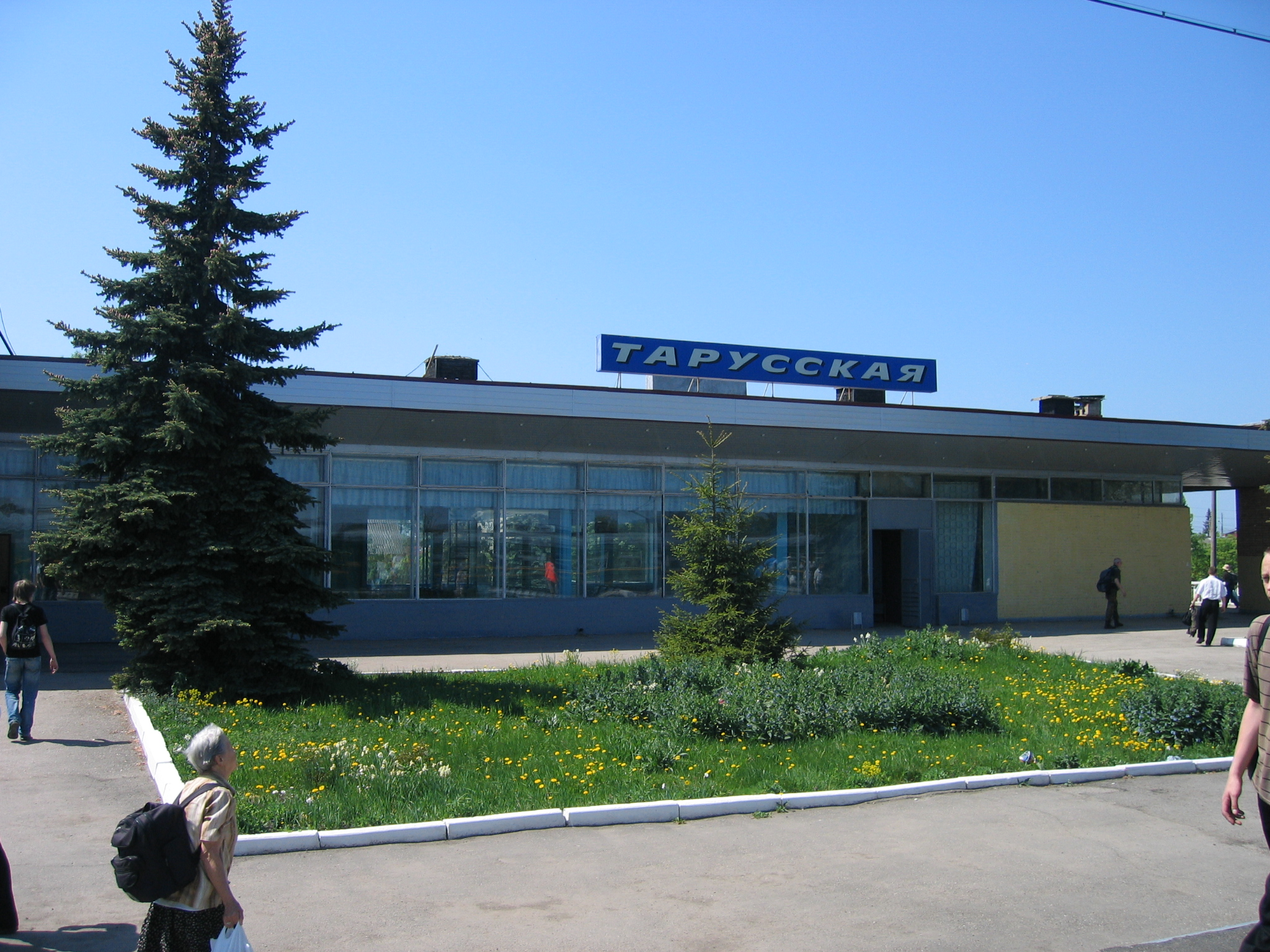
Bahnhof Tarusskaja in Saokski

In Saokski befindet sich die Station Tarusskaja  bei Kilometer 124 der auf diesem Abschnitt 1867 eröffneten und seit 1957 elektrifizierten Bahnstrecke Moskau – Kursk – Belgorod – Charkiw (Ukraine).
Wenig östlich der Siedlung führt die Regionalstraße 70K-024 vorbei, die alte Trasse der Fernstraße Moskau – Belgorod – Ukraine, die südlich von Serpuchow die neue, zur Autobahn ausgebauten Trasse der M2 verlässt und diese beim Beginn der Umgehung von Tula wieder erreicht. Die Autobahn verläuft etwa 6 km östlich von Saokski.